# Декуэн, Анри
Жозе́ф Анри́ Декуэ́н (фр. Joseph Henri Decoin; 18 марта 1890, Париж, Франция — 4 июля 1969, Нёйи-сюр-Сен, Франция) — французский кинорежиссёр и сценарист.

## Биография
Начинал свою карьеру как спортсмен, занимавшийся водными видами спорта. Участвовал в Олимпийских играх. С наступлением Первой мировой войны уходит на фронт, где сначала был пехотинцем, а потом лётчиком. После окончания войны — спортивный журналист. Его сценарий, посланный на конкурс, был замечен режиссёром Морисом Шампрё, снявшим по нему фильм. С этого началась кинокарьера Декуэна. Он писал сценарии, был ассистентом режиссёров Кармине Галлоне, Марио Камерини. В 1933 году дебютирует как режиссёр («Я всегда буду тебя любить»).

## Личная жизнь
Был женат на Элен Рай, Бланш Монтель (1927—1933), Даниэль Дарьё (1935—1941). Сын, Дидье Декуэн, также писатель и сценарист.

## Избранная фильмография

### Режиссёр
- 1933 — Я всегда буду тебя любить / Je vous aimerai toujours (по рассказу Марио Камерини)
- 1933 — Синева неба / Les bleus du ciel
- 1934 — Тобогган / Toboggan
- 1935 — Зелёное домино / Le domino vert
- 1937 — Мадемуазель, моя мать / Mademoiselle ma mère
- 1937 — Злоупотребление доверием / Abus de confiance (по рассказу Пьера Вольфа[фр.])
- 1938 — Возвращение на рассвете / Retour à l'aube
- 1940 — Биение сердца / Battement de coeur
- 1941 — Первое свидание / Premier rendez-vous
- 1942 — Незнакомцы в доме / Les inconnus dans la maison
- 1942 — Благодетель / Le bienfaiteur
- 1942 — Свадьба по любви / Mariage d'amour
- 1943 — Человек из Лондона / L'homme de Londres (по роману Жоржа Сименона)
- 1943 — Я с тобой / Je suis avec toi
- 1946 — Дочь дьявола / La fille du diable
- 1947 — Кафе Кадран / Le café du cadran
- 1947 — Не виновен / Non coupable
- 1947 — Любовники с моста Сен-Жан / Les amants du pont Saint-Jean
- 1948 — Влюблённые наедине с миром / Les amoureux sont seuls au monde
- 1949 — Между одиннадцатью и полуночью / Entre onze heures et minuit (по роману Клода Люкселя)
- 1949 — На большом балконе / Au grand balcon
- 1950 — Три телеграммы / Trois télégrammes
- 1951 — Клара де Монтаржис / Clara de Montargis
- 1951 — Любовь и желание / Le désir et l'amour
- 1952 — Правда о малышке Донж / La vérité sur Bébé Donge
- 1953 — Влюблённые из Толедо / Les amants de Tolède Les amants de Tolède (по рассказу Анри Стендаля)
- 1953 — Спальня старшеклассниц / Dortoir des grandes
- 1954 — Тайны алькова / Secrets d'alcôve
- 1954 — Интриганки / Les Intrigantes
- 1954 — Четыре женщины в ночи / Bonnes à tuer
- 1955 — Облава на торговцев наркотиками / Razzia sur la chnouf (по роману Огюста Ле Бретона)
- 1955 — Дело отравителей / L'affaire des poisons
- 1956 — Фоли-Бержер / Folies-Bergère
- 1957 — Сыр-бор / Le feu aux poudres
- 1957 — Меня может убить каждый / Tous peuvent me tuer
- 1957 — Очаровательные мальчики / Charmants garçons
- 1958 — Кошка / La chatte (по роману Эжена Тюшере[фр.])
- 1959 — Почему ты пришёл так поздно? / Pourquoi viens-tu si tard?
- 1959 — Натали, тайный агент / Nathalie, agent secret
- 1960 — Кошка выпускает коготки / La chatte sort ses griffes
- 1960 — Слабая и сильная Элизабет / Tendre et violente Elisabeth
- 1960 — Француженка и любовь / La française et l'amour
- 1961 — Камни Парижа / Le pavé de Paris
- 1962 — Колдовство / Maléfices
- 1962 — Железная маска / Le masque de fer
- 1963 — Касабланка — гнездо шпионов / Noches de Casablanca
- 1964 — Парии славы / Les parias de la gloire
- 1964 — Ник Картер сейчас всё испортит / Nick Carter va tout casser

### Сценарист
- 1925 — Страстный велосипедист / Le roi de la pédale
- 1926 — Маленький парижанин / Le p'tit Parigot (и сюжет)
- 1928 — Дьявольский круг / La ronde infernale
- 1931 — Вечер облавы / Un soir de rafle
- 1931 — Её величество любовь / Son altesse l'amour (адаптация)
- 1931 — Неизвестный певец / Le chanteur inconnu
- 1933 — Я всегда буду тебя любить / Je vous aimerai toujours (и адаптация; по рассказу Марио Камерини)
- 1933 — Синева неба / Les bleus du ciel
- 1934 — Тобогган / Toboggan
- 1934 — Полише / Poliche
- 1934 — Золото на улице / L'or dans la rue
- 1935 — Король Камарга / Roi de Camargue
- 1936 — Порт-Артур / Port Arthur
- 1937 — Злоупотребление доверием / Abus de confiance (адаптация; по рассказу Пьера Вольфа[фр.])
- 1938 — Возвращение на рассвете / Retour à l'aube
- 1941 — Первое свидание / Premier rendez-vous
- 1942 — Благодетель / Le bienfaiteur (адаптация)
- 1942 — Свадьба по любви / Mariage d'amour
- 1943 — Человек из Лондона / L'homme de Londres (адаптация; по роману Жоржа Сименона)
- 1946 — Дочь дьявола / La fille du diable (адаптация)
- 1947 — Кафе Кадран / Le café du cadran
- 1949 — Между одиннадцатью и полуночью / Entre onze heures et minuit (адаптация; по роману Клода Люкселя)
- 1949 — Портрет убийцы / Portrait d'un assassin
- 1950 — Три телеграммы / Trois télégrammes (адаптация)
- 1951 — Клара де Монтаржис / Clara de Montargis (и сюжет)
- 1951 — Ночная коробка / Boîte de nuit
- 1951 — Любовь и желание / Le désir et l'amour
- 1953 — Влюблённые из Толедо / Les amants de Tolède Les amants de Tolède (адаптация; по рассказу Анри Стендаля)
- 1953 — Спальня старшеклассниц / Dortoir des grandes
- 1954 — Тайны алькова / Secrets d'alcôve
- 1954 — Интриганки / Les Intrigantes
- 1954 — Четыре женщины в ночи / Bonnes à tuer
- 1955 — Облава на торговцев наркотиками / Razzia sur la chnouf (адаптация; по роману Огюста Ле Бретона)
- 1955 — Дело отравителей / L'affaire des poisons
- 1956 — Фоли-Бержер / Folies-Bergère (адаптация)
- 1957 — Сыр-бор / Le feu aux poudres
- 1957 — Меня может убить каждый / Tous peuvent me tuer
- 1958 — Кошка / La chatte (по роману Эжена Тюшере[фр.])
- 1959 — Почему ты пришёл так поздно? / Pourquoi viens-tu si tard?
- 1960 — Кошка выпускает коготки / La chatte sort ses griffes (адаптация)
- 1960 — Слабая и сильная Элизабет / Tendre et violente Elisabeth'
- 1961 — Камни Парижа / Le pavé de Paris (адаптация)
- 1962 — Колдовство / Maléfices
- 1964 — Парии славы / Les parias de la gloire